# تیتانات سزیم
تیتانات سزیم (به انگلیسی: Caesium titanate) با فرمول شیمیایی Cs۲TiO۳ یک ترکیب شیمیایی است. که جرم مولی آن ۳۶۱٫۷۱ g/mol می‌باشد. شکل ظاهری این ترکیب، پودر سفید است.